# Learnetic
Learnetic SA – polskie przedsiębiorstwo działające w branży edukacyjnej od 2010 roku, producent rozwiązań, narzędzi i oprogramowania skierowanego do szkół, instytucji oświatowych i wydawnictw. Oferta firmy obejmuje platformy edukacyjne, narzędzia klasy LMS i authoring tools, a także interaktywne materiały do wykorzystania przez nauczycieli i uczniów podczas zajęć. Produkty firmy Learnetic obecne są w Polsce oraz ponad 50 innych krajach na całym świecie.     
Najważniejsze produkty firmy Learnetic to mAuthor (authoring tool), czyli oprogramowanie skierowane do wydawców służące do tworzenia i publikowania interaktywnych zasobów edukacyjnych, a także mCourser – zaawansowana platforma LMS, która umożliwia odbiorcom korzystanie z zasobów, a wydawcom na dystrybuowanie swoich treści. mCourser dostępny jest bezpłatnie na polskim rynku pod nazwą Dzwonek.pl.
W Polsce firma Learnetic jest przede wszystkim twórcą i wydawcą interaktywnego oprogramowania dla szkół, nauczycieli, terapeutów i uczniów, takiego jak: seria mTalent, Multimedialne Pracownie Przedmiotowe, Interaktywne Plansze Przyrodnicze, Wirtualne Laboratoria Przyrodnicze, eduLabVR czy learn:bit Arcade.
Do najważniejszych firm korzystających z technologii Learnetic należą m.in.: Pearson, Editis, Klett, Aulaplaneta, A Grade Ahead, Vicens Vives, Porto Editora, Hachette Français, CyberBook AS, Unlimited Educational Services, Carolina Biological Supply i Bromera.
Learnetic, jako wydawca treści edukacyjnych oraz developer narzędzi z sektora edukacyjno-technologicznego, należy do organizacji:
- Educational Publishers Forum[2]
- European Educational Publishers Group (Grupa Europejskich Wydawców Edukacyjnych)[3]
- Worlddidac Association[4]
- Polska Izba Książki[5]
- Fundacja EdTech Poland[6]
- Konfederacja Lewiatan (Rada ds. EdTech)[7]

Learnetic współpracuje z Fundacją Inspirujące Przykłady, która oprowadza uczniów pomorskich szkół ponadgimnazjalnych po wybranych firmach innowacyjnych.

## Nagrody i wyróżnienia
Firma Learnetic oraz tworzone przez nią rozwiązania otrzymała liczne nagrody i wyróżnienia w Polsce i na świecie. Są to m.in.:    
- Tytuł „Promotora rozwoju edukacji” podczas XXX Podsumowania Ruchu Innowacyjnego w Edukacji w roku szkolnym 2015/2016 – dla firmy Learnetic[9][10]
- Srebrne godła Quality International 2016, nominacja IWP – dla m.in. platformy e-learningowej mCourser
- Top Produkt 2016 w kategorii Nowe Technologie – dla zestawu mTalent: Dysgrafia z Rysikiem, który w roku 2017 otrzymał rekomendację Polskiego Towarzystwa Dysleksji[11][12]
- Sztorm roku 2018 (nagroda dziennikarzy Gazety Wyborczej i Urzędu Marszałkowskiego) w kategorii Biznes, firma roku – dla firmy Learnetic SA[13]
- Top Authoring Tools Companies 2017, 2018, 2019 – Learnetic został trzy lata z rzędu uznany przez amerykański portal Training Industry za jednego z 20 najlepszych na świecie producentów narzędzi do tworzenia treści, obok takich firm jak Adobe, Articulate, Elucidat czy Lectora
- Clutch Top B2B Companies 2019 i 2020 – dla firmy Learnetic za narzędzia mAuthor i mCourser
- Nagroda Specjalna Jury 2019 w konkursie BELMA (Best European Learning Materials Awards) – dla zestawu mTalent: Percepcja Wzrokowa[14]
- Nagroda główna w XVIII i XX Edycji Konkursu Świat Przyjazny Dziecku, kategoria edukacja – dla całej serii programów mTalent[15]
- Nagroda specjalna „Highly commended” w kategorii „Covid-19 Response Champions – International Initiatives” konkursu Bett Awards 2021 – za całokształt działań firmy Learnetic na rzecz edukacji w ramach zamknięcia szkół podczas pandemii COVID-19[16][17]
- Wyróżnienie w kategorii „Special educational needs solutions” konkursu Bett Awards 2021 – dla serii programów mTalent
- Nominacja w konkursie Education Resources Awards 2021 w kategorii „Special Education Resource or Equipment” – dla programów mTalent[18]
- Główna nagroda w konkursie GESS Education Awards 2022 w kategorii „SEN and Inclusive Resource/Equipment” – dla serii programów mTalent[19]
- Nagroda główna w kategorii Edukacja w XXI Edycji Konkursu Świat Przyjazny Dziecku organizowanym przez Komitet Ochrony Praw Dziecka – dla serii Będzie Dobrze[20]
- „Lider innowacji – średnie i duże przedsiębiorstwo” i „Gryf Medialny” podczas 24 gali Pomorskiej Nagrody Gryf Gospodarczy[21]
- Nagroda Bett Awards Finalist 2024 w kategorii „SEND Resources Products & Services” – dla serii Interaktywne Plansze Przyrodnicze[22]

## Konkurs Informatyczny Bóbr
Firma Learnetic jest także współorganizatorem (obok UMK w Toruniu i profesora Macieja Sysło) międzynarodowego konkursu informatycznego dla uczniów Bóbr. Pierwszy z konkursów na platformie mCourser zgromadził 13462 uczestników, edycja z 2017 roku miała już 28291 zarejestrowanych uczniów, którzy rozwiązywali zadania symultanicznie wg podziału na grupy wiekowe.
Przeprowadzana na platformie mCourser edycja 2016 została objęta Patronatem Ministerstwa Cyfryzacji. Konkurs w roku 2017 uzyskał patronat Ministra Edukacji Narodowej, w edycji 2018 otrzymał patronaty Ministra Edukacji Narodowej, Ministerstwa Cyfryzacji oraz Ministerstwa Nauki i Szkolnictwa Wyższego, a w edycji 2019 uzyskał patronaty Ministra Edukacji Narodowej, Ministerstwa Cyfryzacji, Ministerstwa Przedsiębiorczości i Technologii oraz Ministerstwa Nauki i Szkolnictwa Wyższego.

## Działania związane z zamknięciem szkół i epidemią COVID-19
W obliczu epidemii koronawirusa i zamknięciem szkół firma Learnetic, jako producent nowoczesnych rozwiązań dla szkolnictwa, podjęła szereg działań mających na celu ułatwienie nauczania zdalnego w Polskich szkołach. W tym celu na platformie Dzwonek.pl udostępniona została bezpłatnie duża część zasobów edukacyjnych dla różnych przedmiotów. Do tej akcji dołączyli również inni wydawcy dystrybuujący swoje materiały na platformie Dzwonek.pl, tacy jak Klett Polska, Grupa MAC, Moje Bambino i MSM Studio, którzy również oddali swoje materiały, ćwiczenia i e-podręczniki do bezpłatnego użytku na czas zamknięcia szkół.
Firma Learnetic zrealizowała również serię bezpłatnych webinariów i szkoleń online dla nauczycieli, podczas której pokazywała, jak korzystać z platformy Dzwonek.pl i jak skutecznie nauczać na odległość. 
W ramach tych działań firma Learnetic zorganizowała również dwie konferencje online. Pierwszą pod tytułem „eLearning dla kadry zarządzającej oświatą” oraz drugą „Zdalne nauczanie a specjalne potrzeby edukacyjne”, podczas których zaproszeni prelegenci dzielili się swoim doświadczeniem, wiedzą i pomysłami, w celu pomocy innym dyrektorom szkół, nauczycielom i terapeutom w organizacji nauczania na odległość.
Firma Learnetic, jako producent jedynej na polskim rynku platformy e-learningowej oferującej komplet całkowicie bezpłatnych narzędzi pozwalających na pracę zdalną szkoły, przedstawiła także oficjalną propozycję współpracy w obszarze systemu edukacji zdalnej polskich szkół, kierując 26.03.2020 r. list otwarty do Kancelarii Prezesa Rady Ministrów, Ministra Edukacji Narodowej oraz Ministra Cyfryzacji.

## Produkty
| Platformy i narzędzia                | Charakterystyka |
| ------------------------------------ | --- |
| mAuthor                              | zaawansowane narzędzie dla wydawców pozwalające tworzyć i publikować interaktywne zasoby edukacyjne |
| mCourser (Dzwonek.pl)                | platforma LMS umożliwiająca wydawcom udostępnianie swoich materiałów edukacyjnych, a użytkownikom końcowym m.in. korzystanie z tych materiałów, komunikację uczeń-nauczyciel, podgląd statystyk nauczania                             |
| mInstructor (eKreda.pl)              | narzędzie dla nauczycieli pozwalające tworzyć interaktywne zasoby edukacyjne, udostępniać je innym użytkownikom narzędzia oraz publikować na platformie mCourser (na polskim rynku dostępne bezpłatnie na portalu eKreda.pl)          |
| mLibro                               | aplikacja do pracy z zasobami z platformy mCourser bez dostępu do internetu (offline) i późniejszą synchronizację |
| Serie wydawnicze                     | Charakterystyka |
| mTalent                              | produkty wspomagające nauczycieli i terapeutów podczas pracy z dziećmi ze specjalnymi potrzebami edukacyjnymi |
| Multimedialne Pracownie Przedmiotowe | zasoby interaktywne z przedmiotów matematycznych i przyrodniczych oraz godziny wychowawczej przeznaczone do pracy grupowej z tablicą interaktywną                                                                                     |
| Interaktywne Plansze Przyrodnicze    | multimedialne zasoby przygotowane do pracy na tablicach i monitorach interaktywnych, na które składają się interaktywne plansze, symulacje i inne pomocne treści do wykorzystania przez nauczyciela w trakcie zajęć                   |
| Wirtualne Laboratoria Przyrodnicze   | kompleksowe materiały interaktywne do nauki biologii, chemii, fizyki i geografii na etapie szkoły ponadpodstawowej |
| Laboratorium Przyszłości             | interaktywne instrukcje i poradniki gwarantujące bezpieczną pracę z wyposażeniem zakupionym w ramach dofinansowania Laboratoria Przyszłości                                                                                           |
| Będzie Dobrze                        | zestaw interaktywnych i tradycyjnych materiałów dydaktycznych wspierający kształcenie kompetencji emocjonalno-społecznych oraz udzielanie pomocy psychologiczno-pedagogicznej                                                         |
| LaboLab                              | zestawy wyposażenia szkolnych pracowni przyrodniczych pozwalające na przeprowadzanie w klasie eksperymentów, uzupełnione zasobami interaktywnymi                                                                                      |
| eduLabVR                             | kompleksowe oprogramowanie VR dla szkół podstawowych i ponadpodstawowych w postaci wysokiej jakości modeli 3D, filmów 360°, grafik, zdjęć, symulacji doświadczeń oraz interaktywnych ćwiczeń – na okulary VR i monitory interaktywne. |
| learn:bit Arcade                     | hybrydowy kurs programowania w języku Python dla uczniów szkoły ponadpodstawowej i klas 7-8 szkoły podstawowej oparty na polskiej płytce rozszerzającej i mikrokontrolerze micro:bit®                                                 |